# Копнена војска Црне Горе
Копнена војска Црне Горе је примарна компонента Војске Црне Горе. Улога и циљ црногорске копнене војске јесте да штити виталне националне интересе Црне Горе и брани суверенитет и територијални интегритет државе на копну.

## Оружје

### Пиштољи
| Назив         | Чаура (метак)    | Држава у којој се производи оружје | Слика |
| ------------- | ---------------- | ---------------------------------- | ----- |
| Глок 17       | 9х19mm Парабелум | Аустрија                           |       |
| Застава ЦЗ 99 | 9х19mm Парабелум | Југославија/ Србија                |       |

### Јуришне пушке
| Назив            | Чаура (метак)  | Држава у којој се производи оружје | Слика |
| ---------------- | -------------- | ---------------------------------- | ----- |
| Застава М70      | 7.62×39mm      | Југославија/ Србија                |       |
| Хеклер и Кох Г36 | 5.56×45mm НАТО | Немачка                            |       |
| Tara TM4         | 5.56×45mm НАТО | Црна Гора                          |       |

### Аутоматске пушке
| Назив            | Чаура (метак)    | Држава у којој се производи оружје | Слика |
| ---------------- | ---------------- | ---------------------------------- | ----- |
| Хеклер и Кох МП5 | 9х19mm Парабелум | Немачка                            |       |

### Снајперске пушке
| Назив                   | Чаура (метак)    | Држава у којој је произведено оружје | Слика |
| ----------------------- | ---------------- | ------------------------------------ | ----- |
| Застава М76             | 7.92×57mm Маузер | Југославија/ Србија                  |       |
| Застава М91             | 7.62×54mmР       | СР Југославија/ Србија               |       |
| Застава М93 Црна Стрела | 12.7×108mm       | СР Југославија/ Србија               |       |

### Митраљези
| Назив       | Чаура (метак) | Држава у којој се производи оружје | Слика |
| ----------- | ------------- | ---------------------------------- | ----- |
| Застава М72 | 7.62×39mm     | Југославија/ Србија                |       |
| Застава М84 | 7.62×54mmР    | Југославија/ Србија                |       |

### Протитенковско оружје
| Назив     | Чаура (метак) | Држава у којој се производи оружје | Слике | Количина |
| --------- | ------------- | ---------------------------------- | ----- | -------- |
| М-79 Оса  | 90mm (ракета) | Југославија                        |       | 165      |
| М-80 Зоља | 64mm (ракета) | Југославија/ Србија                |       | 250      |

### Артиљерија
| Назив          | Држава у којој се производи оружје | Слика | Количина |
| -------------- | ---------------------------------- | ----- | -------- |
| Д-30 (хаубица) | СССР                               |       | 12       |

### Моторизација
| Назив             | Држава у којој се производи возило |
| ----------------- | ---------------------------------- |
| Пух 300гд         | Аустрија                           |
| Тојота Лендкрузер | Јапан                              |
| ТАМ камиони       | Словенија                          |
| ФАП камиони       | Србија                             |

## Регистарске ознаке
Са лијеве стране се налази ознака за Црну Гору, затим латиничко слово V, грб Црне Горе, CG и три броја.
| Регистарске ознаке |
| ------------------ |
| V CG 000           |